# 메이블린
메이블린(Maybelline)은 미국의 화장품 브랜드로, 프랑스 로레알의 계열사다.

## 역사
메이블린은 1915년 톰 라일 윌리엄스가, 19살일 때 세웠다. 그의 여동생 메이블이 눈썹을 더 풍성하고 짙게 보이게 하기 위해, 바셀린과 석탄 가루의 혼합물을 눈썹에 바르는 것을 보고 이를 착안해 상업 제품을 만들었다. 이 때 초기 제품명은 "래쉬-인-브로우-라인" (lash-in-brow-line)이었다. 이후에 그에게 영감을 준 여동생 메이블을 기리기 위해, 제품명을 현재의 상호명인 메이블린으로 바꾸게 된다.
1917년 케이크 마스카라를, 1960년대에는 울트라 래쉬를 생산했다. 1967년 윌리엄스는 회사를 테네시주 멤피스에 소재하는 플로우 사에 매각했다.
1996년에 프랑스 로레알이 메이블린을 인수했다. 이에 따라 로레알은 대중 화장품 업계 시장에 진출하게 됐다.